# Campsicnemus loripes
Campsicnemus loripes är en tvåvingeart som först beskrevs av Alexander Henry Haliday 1832.  Campsicnemus loripes ingår i släktet Campsicnemus och familjen styltflugor. Arten är reproducerande i Sverige. Inga underarter finns listade i Catalogue of Life.